# لورانس إي. مايرز
لورانس إي. مايرز (بالإنجليزية: Lawrence E. Meyers) هو قاضي ومحامي أمريكي، ولد في 1947.